# 정리 컨설턴트
정리 컨설턴트는 고객의 주변 환경을 정리하는 것을 도와주고 어떻게 시간 관리를 하는지를 가르쳐주고 정보와 상품,아이디어와 구조 해결방법 시스템을 제공하는 직업이다. 이를 통해 생산력을 증가시키고 스트레스를 줄여 여가시간, 공간, 활동범위를 좀 더 잘 조절하여 생산성과 효율성을 증가시킬 수 있도록 도와준다.